# Mas de Barreda
El Mas de Barreda és una masia del poble de Sapeira, de l'antic terme ribagorçà de Sapeira, pertanyent actualment a la subcomarca de la Terreta i al municipi de Tremp. És un monument protegit com a bé cultural d'interès local
Està situada al nord-oest de Sapeira, al vessant nord de la serreta on s'assenta el poble de Sapeira, en un coster a l'esquerra del barranc de Llepós.

## Història
Sant Esteve de Barreda:
Aquesta església estava situada segurament on avui encara hi ha el mas de Barreda, antiga granja del monestir d'Alaó, enlairada a la costa esquerra del barranc del Sola, al nord del terme antic de Sapeira.
Trobem l'esment del topònim l'any 1010 com a termenal de Sant Esteve de la Sarga. La possessió d'aquesta església fou força disputada entre el monestir d ‘Alaó i els senyors de Sapeira, castell amb el qual limitava en aquell temps. L'any 1078, el bisbe Ramon Dalmau de Roda es preocupà de refer el patrimoni alaonès i va trametre llegats a Guiu de Sapeira perquè anés al monestir d'Alaó i fes dret de l'alou de Sant Esteve de Barreda, que retenia injustament des de feia temps. Després del judici, del jurament a l'altar de l'abadia, en no poder demostrar la seua propietat, Pere Rodball, del llinatge dels Sapeira i finalment el mateix Guiu (1091) s'encomanaren en qualitat de fidels cavallers a l'abat i als monjos d'Alaó a canvi de continuar amb la tinença del 'alou. L'assumpte semblava solucionat de manera definitiva; tanmateix va continuar la pressió senyorial, ja que llegim a  l'enquesta reial de l'any 1346 que el senyor Berenguer de Sant Serni havia procedit a "l'ocupació del mas de Barreda, propietat del monestir d'Alaó, i que per tal de gaudir-lo més lliurement fou considerat inclòs dins del seu terme alodial de Sapeira". L'any 1205 consta un Pere de Barreda com a escrivent i prior d'Alaó